# Чибисов, Александр Константинович
Алекса́ндр Константи́нович Чи́бисов (род. 25 сентября 1937, Москва) — советский и российский учёный, специалист в области фотохимии, молекулярной спектроскопии, люминесценции и кинетики быстропротекающих процессов. Член-корреспондент РАН по Отделению общей и технической химии (специализация «физическая химия») с 26 мая 2000 года. Доказал, что для красителей и фотосинтетических пигментов окислительно-восстановительные фотохимические реакции протекают через триплетные состояния. Им впервые проведён детальный анализ кинетики реакции переноса электрона в триплетном состоянии. Под его руководством создан комплекс методов кинетической спектроскопии быстропротекающих реакций (импульсный лазерный фотолиз, температурный скачок, скоростная спектрофотометрия). Предложил и развил новый подход к исследованию механизма быстрых стадий реакции комплексообразования фотохромных соединений с ионами металлов, основанный на «мгновенном» (10−8 с) фотохимическом получении реакционноспособных форм реагентов. Им разработаны новые высокочувствительные и селективные лазерные, фотохимические, кинетические и люминесцентные методы анализа урана, рения, редкоземельных элементов, ионов переходных металлов. Индекс Хирша — 25. Заслуженный деятель науки Российской Федерации (1999).

## Биография
Окончил (с отличием) химический факультет Московского государственного университета им. М. В. Ломоносова (1959). Старший лаборант Института физической химии АН СССР (1959—1960). Старший лаборант, младший и старший научный сотрудник, зав. сектором, зав. лабораторией Института геохимии и аналитической химии им. В. И. Вернадского АН СССР (1960—1989). Доктор химических наук (1974). Утверждён в звании профессора (1986). Зав. лабораторией (1989—1997), зав. отделением оптической и кинетической спектроскопии (с 1997) в Институте химической физики им. Н. Н. Семёнова РАН. В течение многих лет А. К. Чибисов являлся руководителем лаборатории фотохимии красителей Центра фотохимии РАН. В настоящее время он главный научный сотрудник Федерального научно-исследовательского центра «Кристаллография и фотоника» РАН. Профессор кафедры физики супрамолекулярных систем ФМБФ МФТИ, где читает курсы лекций по фотонике и фотохимии светочувствительных систем и бессеребряных фотоматериалов. Профессор кафедры химии и технологии биологически активных соединений им. Н. А. Преображенского МИТХТ им. М. В. Ломоносова. Член редколлегий журнала «Химия высоких энергий» и «Журнала научной и прикладной фотографии» РАН. Удостоен звания «Заслуженный деятель науки РФ» (1999). Является ассоциированным редактором (Associate Editor) международного журнала «Photochemistry & Photobiology Sciences», членом Международного организационного комитета по проведению Международных конференций по фотохимии (International Conference on Photochemistry), членом подкомиссии по фотохимии Международного союза теоретической и прикладной химии. В течение ряда лет А. К. Чибисов проводил совместные работы по фотохимии с Институтом Радиационной химии (Radiation Chemistry) обществом Макса Планка, Мюльхам/Рур и Университетом П. Сабатье (Тулуза). Среди его учеников 4 доктора и 15 кандидатов наук. Автор свыше 280 научных работ, в том числе нескольких учебных пособий по фотохимии. Им внесён значительный вклад в развитие фотохимии органических, биологически активных и координационных соединений. Под его руководством выполнены фундаментальные исследования свойств и реакционной способности электронно-возбуждённых состояний молекул. 8 июня 2018 года А. К. Чибисову присуждена Государственная премия Российской Федерации в области науки и технологий 2017 года за разработку фотоактивных супрамолекулярных устройств и машин.
Александр Константинович Чибисов — сын К. В. Чибисова, брат Л. К. Чибисова.

## Основные труды
- Пешкин А. Ф., Славнова Т. Д., Чибисов А. К. Перенос электрона в реакции окисления агрегатов хлорофилла. Биофизика. 1981, 26, 5.
- Чибисов А. К., Захарова Г. В. Перенос электрона в фотохимических реакциях красителей с ионами металлов. Сб. Успехи научной фотографии. 1989, 25, 11.
- Фотохимия светочувствительных систем: (Физико-химические основы фотохимических процессов): Учебное пособие для спец. 1109 «Технология полиграфического производства» / А. К. Чибисов; Гос. ком. РСФСР по делам науки и высш. шк., [Моск. полигр. ин-т]. М. Изд-во МПИ 1991. — 100 с. ISBN 5-7043-0605-5
- Фотохимические процессы в полиграфическом производстве. / А. К. Чибисов. М.: МПИ «Мир книги», 1993.
- Чибисов А. К., Захарова Г. В. Первичные фотопроцессы в молекулах полиметиновых красителей. Журн. научн. прикл. фотографии. 1995, 40, 1.
- Фотохимия копировальных слоев: Учебное пособие для направления 550300 «Полиграфия» / А. К. Чибисов; Моск. гос. ун-т печати. М.: МПИ «Мир книги» 1997. — 80 с. ISBN 5-7043-0937-2
- Чибисов А. К., Славнова Т. Д., Гёрнер Х. Самосборка молекул полиметиновых красителей в растворах. Кинетический аспект агрегации // Рос. нанотехнологии. — 2008. — Т.3, N 1-2. — С.26-41.

## Награды
- Заслуженный деятель науки Российской Федерации (1999).
- Государственная премия Российской Федерации в области науки и технологий (2017).
- Почётная грамота Президента Российской Федерации (5 февраля 2024 года) — за заслуги в развитии отечественной науки, многолетнюю плодотворную деятельность и в связи с 300-летием со дня основания Российской академии наук[7].